# 희움
희움(Heeum)은 일본군 위안부 문제 해결을 위해 설립된 '(사)정신대 할머니와 함께하는 시민모임' 의 윤리적 소비 브랜드이다. 일본군 위안부였던 김순악, 심달연은 심리치료의 일환으로 압화작품들을 남겼다. 희움의 제품은 모두 할머니들의 압화작품을 디자인의 모티브로 하여, 전문 디자이너들의 재능기부하에 기획, 그래픽 디자인, 생산이 이루어지고 있다. 수익금은 전액 일본군 위안부 문제 해결가 관련 역사관 운영기금으로 사용된다.

## 역사
고려대 Enactus Blooming Project는 일본군 위안부 문제를 비즈니스의 관점에서 해결을 모색하고자하는 대학생들의 프로젝트이다. 기부금에만 의존하여 운영되던 (사)정신대 할머니와 함께하는 시민모임을 비지니스 모델을 통해 경제적으로 자립시키고, 일본군 위안부 이슈를 사회적으로 더 널리 파급시키기 위해 Blooming은 2012년 2월 희움이란 브랜드를 런칭했다. 희움은 할머니들의 못다핀 희망을 꽃피운다는 의미에서 '희망을 꽃피움'의 줄임말이다. 데일리 아이템으로 일상 속에서 일본군 위안부이슈와 함께하고, 이 이슈를 해결하기 위해 노력하고 있다.